# Zvjezdanka
Zvjezdanka (Lisjak; lat. Astrantia) je rod trajnica iz porodice štitarki smješten u tribus Saniculeae. Postoji 7 priznatih vrsta rasprostranjenih po Srednjoj, Južnoj i Istočnoj Europi, Kavkazu, Maloj Aziji i Iranu.
Rod je opisan 1753.; tipična je vrsta A. major. U Hrvatskoj postoje dvije vrste,  velika i kranjska zvjezdanka.

## Vrste
1. Astrantia bavarica F.W.Schultz
2. Astrantia carniolica Jacq., kranjska zvjezdanka
3. Astrantia major L., velika zvjezdanka
4. Astrantia maxima Pall.
5. Astrantia minor L.
6. Astrantia pauciflora Bertol.
7. Astrantia pontica Albov